# Sachs Harbour
Sachs Harbour is een gehucht in de Northwest Territories van Canada. Het is de enige nederzetting op Bankseiland en telde in 2024 104 inwoners.
Sachs Harbour verkreeg zijn naam door een expeditie van het schip Mary Sachs in 1913; in Inuvialuktun heet Sachs Harbour Ikahuak.
Er heerst een toendraklimaat met zeer lange, zware winters. De bevolking in Sachs Harbour leeft van jagen, ijsvissen, en gedeeltelijk ook van het toerisme. De nederzetting bezit ook een klein vliegveld. De belangrijkste talen zijn Engels en het Inuvialuktun, een variant van de Inuittalen.